# حسین نیک‌نام
حسین نیک‌نام (زاده‌ی ۲۹ مه ۱۹۵۱) یک شمشیرباز پیشین اهل ایران است. او در بازی‌های المپیک تابستانی ۱۹۷۶ در بخش‌های انفرادی و تیمی رشته‌ی فلوره به‌رقابت پرداخت.